# مروان عورتاني
مروان مسعود محمد عورتاني (أبو ماهر؛ وُلد في 21 أبريل 1949 في عنبتا) هو أكاديمي وبروفيسور فلسطيني، شغل منصب وزير التربية والتعليم الفلسطيني في حكومة محمد اشتية، وهو الرئيس السابق لجامعة فلسطين التقنية (خضوري) بطولكرم، ورئيس أكاديمية فلسطين للعلوم والتكنولوجيا، كما عمل قائمًا بأعمال رئيس جامعة القدس الواقعة في القدس وضواحيها. منذ مارس 2025 يشغل منصب رئيس المكتبة الوطنية الفلسطينية.

## التحصيل العلمي
- بكالوريوس في «الرياضيات» عام 1973 من الجامعة الأمريكية في العاصمة اللبنانية بيروت.
- ماجستير في «الطوبولوجيا» عام 1978 من جامعة ليهاي، بنسلفانيا، الولايات المتحدة الأمريكية.
- درجة الدكتوراة في «الطوبولوجيا» عام 1980 من جامعة ليهاي، بنسلفانيا، الولايات المتحدة الأمريكية.

## مناصبه وأعماله
- وزير التربية والتعليم الفلسطيني في حكومة محمد اشتية.[9]
- الرئيس السابق لجامعة فلسطين التقنية (خضوري) في مدينة طولكرم.[10]
- قائم بأعمال رئيس جامعة القدس سابقاً.[11]
- رئيس أكاديمية فلسطين للعلوم والتكنولوجيا.[12]
- محاضر سابق في جامعة بيرزيت بالضفة الغربية.[13]
- رئيس ألفا العالمية الخاصة بالبحوث والمعلومات واستطلاعات الرأي.[14]
- رئيس لجنة أولمبياد الرياضيات الفلسطيني، ورئيس الجمعية الفلسطينية للرياضيات.[15]
- شارك في تأسيس «شبكة العلماء والتكنولوجيين الفلسطينيين في الشتات».
- رئيس الفريق الوطني لسياسات البحث العلمي.[16]
- رئيس وحدة التخطيط العلمي والتكنولوجي في وزارة التخطيط والتعاون الدولي.[17]
- أمين سر مؤسسة التربية العالمية.[18]
- مؤسس مبادرة إلهام فلسطين.[19]
- رئيس برنامج التعاون الأكاديمي الفلسطيني الأوروبي.[20]
- عضو لجنة الجائزة العالمية للابتكار في التعليم.
- عضو المجلس الأعلى الفلسطيني للإبداع والتميز (4 سبتمبر 2012–3 فبراير 2018).[21]
- عضو في لجنة اختيار جوائز الإنجازات العربية في العاصمة بيروت.[22]
- مستشار سابق للاتحاد الأوروبي، واليونسكو، والإسكوا، والأمديست، إضافة للبنك الدولي.[23]
- شارك في عشرات المؤتمرات العلمية، وله العديد من الأبحاث العلمية.[24]
- رئيس مجلس إدارة «ملتقى المؤسسات العربية الداعمة».[25]

- في يناير 2024 أعلنت منظمة العالم الإسلامي للتربية والعلوم والثقافة "الإيسيسكو" عن تنصيبه مستشارًا رفيع المستوى للمنظمة، وبذلك تولى "دورًا قياديًا" في المنظمة في سبيل تطوير قطاع التربية والتعليم.[26]
- رئيس مجلس إدارة مؤسسة محمود عباس.
- في 19 مارس 2025، عُين رئيسًا للمكتبة الوطنية الفلسطينية.[7][8]